# Guy Henniart
Guy Henniart (Santes, 1953) é um matemático francês.
Henniart obteve um doutorado em 1978 na Universidade Paris Descartes, orientado por Pierre Cartier. É membro do Grupo Bourbaki. É Professor da Universidade Paris-Sul, conhecido por suas contribuições ao Programa Langlands.

## Publicações
- La conjecture de Langlands locale pour GL(3), Gauthier-Villars, 1984 (em francês; Reihe Mémoires de la SMF 11–12)
- Une preuve simple des conjectures de Langlands pour GL(n) sur un corps p-adique, Inventiones Mathematicae 139, 2000, 439–455
- com Colin Bushnell: The local Langlands conjecture for GL(2), Springer-Verlag, 2006, ISBN 3-540-31486-5 (em inglês; Reihe Grundlehren der mathematischen Wissenschaften 335)
- com Colin Bushnell: Higher ramification and the local Langlands correspondence, Annals of Mathematics, volume 185, 2017, p. 919–955